# Rheum rhabarbarum
El ruibarbre de l'espècie Rheum rhabarbarum és una planta cultivada que prové del sud-est d'Europa (Ucraïna). Fa fins a 3 m d'alt i té les fulles amb els pecíols gruixuts d'entre 2 i 5 cm de gruix. El color del pecíol varia entre el verd i el vermell i n'és l'única part comestible, donat que les seves fulles són tòxiques (contenen molt àcid oxàlic). La seva tija subterrània és un rizoma.
Quan arriba l'hivern les fulles cauen i només resta el rizoma subterrani. Es reprodueix pels rizomes o per les llavors. Les fulles es cullen a finals d'estiu i principi de la tardor. Necessita molta aigua. És una de les hortalisses que pot viure més anys, fins i tot s'ha dit que cent.

## Gastronomia
El ruibarbre es pot menjar cru i també cuit amb sucre, per exemple en melmelada o en forma de pastís de ruibarbre.